# Freerice
Freerice ist eine gemeinnützige Webseite, deren Nutzer durch Beantwortung von Multiple-Choice-Fragen Reiskörner für Hungernde spenden können. Sie finanziert sich und ihre Spenden über Werbung und der Reis wird vom World Food Programme (WFP) der Vereinten Nationen an Bedürftige verteilt.
Laut WFP reichen 20.000 Reiskörner aus, um einen Erwachsenen für einen Tag zu ernähren. In den ersten elf Monaten seit ihrer Inbetriebnahme am 7. Oktober 2007 wurden über die Seite mehr als 43 Milliarden Reiskörner gespendet, also etwa 2.150.000 Tagesrationen. Bis Anfang Februar 2008 wurden seitens des Webseiten-Betreibers 213.000 US-Dollar an das WFP überreicht und erste von diesen Geldern bezahlte Reis-Lieferungen sind in Bangladesch verteilt worden.

## Spielregeln
Besucher der Webseite bekommen eine Englischvokabel sowie vier Definitionen dafür angezeigt. Wählen sie die richtige davon aus, so spendet Freerice 10 Reiskörner an das WFP. Dann wird die nächste Vokabel präsentiert. Das Spielende bestimmt der Nutzer. Der Besucher kann auch einen anderen Aufgabenbereich wählen, darunter:
- Humanities: berühmte Gemälde (der Besucher bekommt ein Gemälde angezeigt und muss wählen, wer es gemalt hat), Literatur, berühmte Zitate, Welthunger
- Mathematik: Einmaleins, Grundwissen
- Sprachenlernen: Französisch, Deutsch, Italienisch, Spanisch, Lateinisch
- Chemie: chemische Symbole
- Englisch: Grammatik
- Geografie: Hauptstädte, Identifizieren von Ländern auf der Karte

## Lerneffekt
Die Schwierigkeit der Vokabeln wird auf einer Skala von 1 (sehr einfach) bis 60 gemessen und ständig anhand der eingehenden Antworten aller Nutzer aktualisiert. Die ersten vier Antworten jedes Spiels werden zur Bestimmung einer auf den Benutzer abgestimmten Schwierigkeitsstufe verwendet. Von der fünften Frage an wird die Schwierigkeitsstufe nach jeweils drei aufeinanderfolgenden richtigen Antworten um 1 erhöht, bei jeder falschen Antwort um 1 gesenkt. Durch dieses System wird ein individuelles Lernen möglich. Zusätzlich trägt zum Lernerfolg bei, dass das Zielwort als Audiodatei angehört werden kann.

## Auszeichnung
Die Website wurde von Yahoo als "Find of the Year" 2007 in der Kategorie Wohltätigkeit ausgezeichnet.